# РД-191
РД-191 (рос. РД-191, Ракетный Двигатель-191, латиніз. Rocket Engine 191 Ракетний двигун 191) — високоефективний ракетний двигун з однокамерним згорянням, розроблений у Росії. Він походить від двигуна з подвійною камерою згоряння РД-180, який, у свою чергу, був похідним від чотирикамерного двигуна РД-170, який спочатку використовувався в пусковій установці «Енергія».
RD-191 працює на суміші керосину та кисню (LOX) і використовує збагачений киснем цикл згоряння. Очікується, що в майбутньому цей двигун стане робочою конячкою в російському космічному секторі, оскільки старі ракети-носії поступово будуть зняті з виробництва та експлуатації.

## Дизайн
Розпалювання горіння здійснюється хімічним шляхом, шляхом подачі в камеру згоряння і газогенератора стартової рідини, яка самозаймається при контакті з рідким киснем. Двигун здатний дроселювати до 30% номінальної тяги; конструкція також дозволяє створювати короткочасну посилену тягу (до 105% від номінального рівня) в аварійних ситуаціях. Карданна підвіска забезпечує керування поворотом і нахилом за допомогою відхилення тяги до 8 ступенів.
Сучасний дизайн, двигун містить датчики, які контролюють умови горіння. Вимірювання використовуються для телеметрії та системи аварійного захисту.
Силова частина двигуна виконує дві додаткові функції: нагрівання газу гелію для підвищення тиску в паливних баках і генерування гідравлічної енергії для гідравлічних приводів для відхилення сопла та аеродинамічних рулів.

## Розробка
5 вересня 2008 року розробник двигуна НВО «Енергомаш» заявив, що двигун пройшов повний цикл розробки та випробувань на прогрівання і готовий до виготовлення та поставки. Основною ракетою-носієм із цим двигуном є сімейство ракет-носіїв «Ангара», перший політ якого відбувся у 2014 році.

## Варіанти

### РД-151
Варіант РД-191 зі зниженою до 170 тонн тягою під назвою РД-151 пройшов вогневі випробування 30 липня 2009 року. Перші льотні випробування цього двигуна були проведені 25 серпня 2009 року в рамках першого запуску південнокорейської ракети Naro-1.

### РД-181
RD-181 базується на RD-191 і адаптований для інтеграції в ракету Antares. Хоча РД-193 був розроблений як близька заміна НК-33, 17 грудня 2014 року Orbital Sciences оголосила, що використовуватиме НВО Енергомаш РД-181 на ракеті-носії версії 2 Antares і уклала прямі контракти з НВО Енергомаш на до 20 двигунів РД-181. Два двигуни використовуються на першому ступені кожного Antares, який зараз використовується для перевезення вантажів на Міжнародну космічну станцію за контрактом з NASA. У той час як російська преса заявляла, що контракт оцінювався в 1 мільярд доларів США з опціонами, Orbital 26 січня 2015 року заявила, що навіть при виконанні всіх опціонів сума контракту була меншою за цю суму, а початкове договірне зобов’язання було значно меншим за цю. 19 лютого 2015 року компанія Orbital ATK заявила, що її оновлена ракета Antares з новим головним двигуном здійснить свій перший запуск у березні 2016 року. 29 травня 2015 року Orbital заявила, що нові двигуни успішно провели сім сертифікаційних стрільб і все пройшло, як очікувалося. У ньому також зазначено, що перші дві льотні моделі проходять фінальні випробування та будуть доставлені на Orbital на початку липня.
Для модернізації Antares 230+, яка дебютувала з місією CRS-2 Cygnus NG-12, теплообмінники були видалені з двигуна РД-181.

### РД-193
У квітні 2013 року було оголошено про завершення випробувань наступної похідної моделі RD-193. Цей варіант легший і коротший, призначений для використання на легкій пусковій установці "Союз-2.1в" після вичерпання запасів надлишкових двигунів НК-33.